# Paolo Mancini
Paolo Mancini (Foligno, 13 luglio 1948) è un sociologo italiano.

## Biografia
Ordinario di sociologia della comunicazione presso l'Università degli studi di Perugia, e direttore del Centro interuniversitario di comunicazione politica. È autore di numerosi saggi in lingua italiana ed inglese, prevalentemente incentrati sul rapporto tra mass media e politica.

## Riconoscimenti
Per Comparing Media Systems ha ricevuto:
- Goldsmith Award della Harvard University, nel 2005.
- Diamond Anniversary Book Award della National Communication Association, nel 2005
- Outstanding Book Award della International Communication Association, nel 2006

## Opere principali
- Videopolitica. Telegiornali in Italia e in Usa, Rai Eri, Torino, 1985
- Il manifesto politico: per una semiologia del consenso Rai Eri, Torino, 1990. ISBN 8839700811
- Sussurri e grida dalle Camere. L'informazione politico-parlamentare in Italia, FrancoAngeli, Milano, 1994. ISBN 8842068055
- Manuale di comunicazione pubblica, Laterza, Roma - Bari, 2003. ISBN 8842068055
- Il sistema fragile. I mass media in Italia tra politica e mercato, Carocci, Roma, 2002
- con Danel C. Hallin, Comparing Media Systems, 2004 (trad. it. Modelli di giornalismo. Mass media e politica nelle democrazie occidentali, Laterza, Roma - Bari, 2006)